# Trinda Sawai Khan
Trinda Sawai Khan é uma cidade do Paquistão localizada na província de Caiber Paquetuncuá.